# Шах-е-Шагідан
Шах-е-Шагідан (перс. شاه شهيدان) — село в Ірані, у дегестані Хурґам, у бахші Хурґам, шагрестані Рудбар остану Ґілян. За даними перепису 2006 року, його населення становило 107 осіб, що проживали у складі 30 сімей.

## Клімат
Середня річна температура становить 9,13°C, середня максимальна – 24,34°C, а середня мінімальна – -7,49°C. Середня річна кількість опадів – 363 мм.
| Клімат поселення                              | Клімат поселення | Клімат поселення | Клімат поселення | Клімат поселення | Клімат поселення | Клімат поселення | Клімат поселення | Клімат поселення | Клімат поселення | Клімат поселення | Клімат поселення | Клімат поселення | Клімат поселення |
| Показник                                      | Січ.             | Лют.             | Бер.             | Квіт.            | Трав.            | Черв.            | Лип.             | Серп.            | Вер.             | Жовт.            | Лист.            | Груд.            |                  |
| Середній максимум, °C                         | 3,48             | 3,78             | 6,51             | 12,77            | 18,24            | 22,42            | 24,34            | 24,17            | 20,30            | 17,18            | 10,52            | 5,06             |                  |
| Середня температура, °C                       | −2               | −1,72            | 1,03             | 7,30             | 12,75            | 16,92            | 19,95            | 19,79            | 15,91            | 12,79            | 6,13             | 0,67             |                  |
| Середній мінімум, °C                          | −7,49            | −7,18            | −4,46            | 1,80             | 7,27             | 11,44            | 15,56            | 15,38            | 11,51            | 8,41             | 1,75             | −3,72            |                  |
| Норма опадів, мм                              | 32               | 35               | 59               | 50               | 38               | 13               | 12               | 9                | 12               | 29               | 34               | 40               |                  |
| Середньомісячна швидкість вітру, м/с          | 1.99             | 2.43             | 2.61             | 2.92             | 2.33             | 2.17             | 2.05             | 1.95             | 1.81             | 1.80             | 2.20             | 1.88             |                  |
| Середньомісячна сонячна радіація, кДж/м²·день | 7691             | 10116            | 12623            | 16743            | 20635            | 23474            | 23331            | 20501            | 17442            | 12650            | 9332             | 7329             |                  |
| --------------------------------------------- | ---------------- | ---------------- | ---------------- | ---------------- | ---------------- | ---------------- | ---------------- | ---------------- | ---------------- | ---------------- | ---------------- | ---------------- | ---------------- |
| Джерело:                                      |                  |                  |                  |                  |                  |                  |                  |                  |                  |                  |                  |                  |                  |